# Vincent Lukáč
Vincent Lukáč (Košice, 14 febbraio 1954) è un ex hockeista su ghiaccio cecoslovacco naturalizzato slovacco.

## Palmarès

### Olimpiadi
- 1 medaglia:
  - 1 argento (Sarajevo 1984)